# José E. Díaz

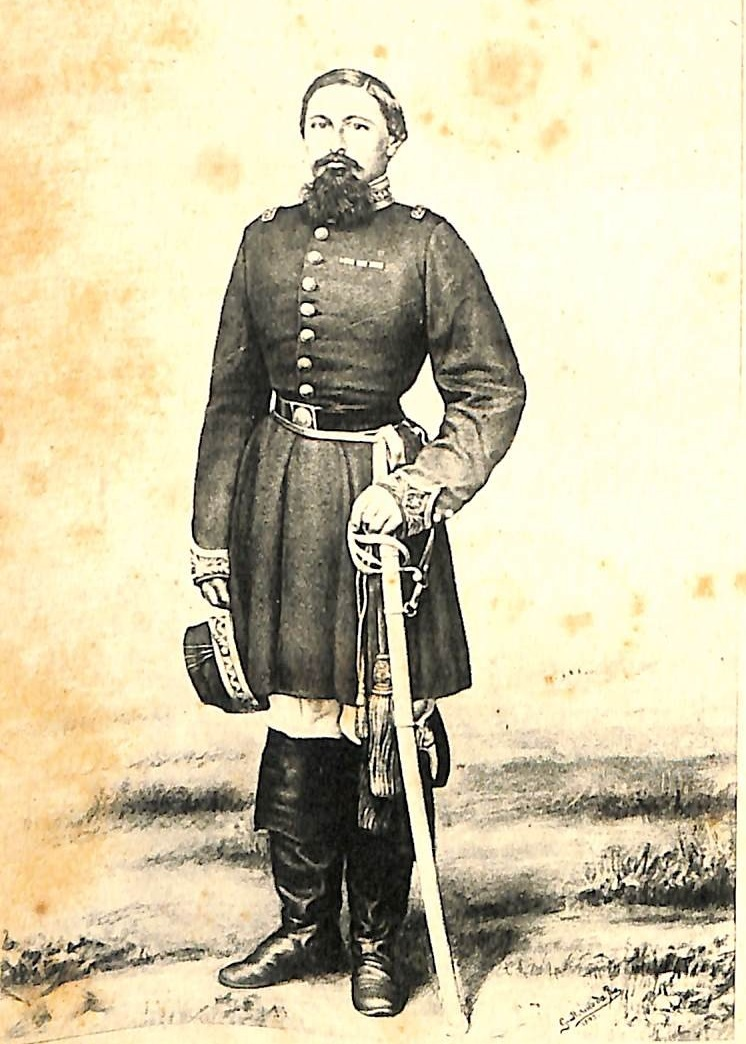
General José E. Díaz

José Eduvigis Díaz Vera, född 17 oktober 1833, död 7 februari 1867. Var en paraguayansk general och en av de högsta befälhavarna i Paraguays armé under trippelallianskriget. Han ledde den paraguayanska armén till flera segrar mot de allierade styrkorna i kriget, bland annat vid Curupaity den 22 september 1866 då paraguayanska trupper under ledning av Díaz besegrade fyra gånger så stor allierad styrka. Slaget vid Curupaity blev hans främsta militära framgång; han ledde även Paraguays armé i slagen vid Corrales, Estero Bellaco, Boquerón, Sauce och Tuyutí, men förlorade dessa.

## Död
Den 26 januari 1867 träffades han i ena benet av granatsplitter från brasilianskt artilleri när han var och fiskade utanför Curupaity, där den paraguayanska armén gått i vinterläger. President Francisco Solano López, som allt mer hade kommit att förlita sig på Díaz, försåg honom med sina bästa läkare och ska ha besökt honom varje dag. Hans ben amputerades men hans liv gick inte att rädda, han avled den 7 februari. Han gavs en statsbegravning i Asunción och hyllades som nationalhjälte.